# Học viện Y – Dược học cổ truyền Việt Nam
Học viện Y – Dược học cổ truyền Việt Nam (tiếng Anh: VietNam University Of Traditional Medicine) là một trường đại học chuyên ngành y khoa tại Việt Nam. Có sứ mạng đào tạo bác sĩ, dược sĩ có trình độ đại học, sau đại học, nghiên cứu khoa học và chuyển giao công nghệ y dược, hỗ trợ phát triển hệ thống y tế nhằm đáp ứng nhu cầu chăm sóc sức khỏe cho nhân dân khu vực Đồng bằng sông Hồng. Trường trực thuộc Bộ Y tế. 

## Lịch sử hình thành
Học viện Y Dược học Cổ truyền Việt Nam là trường đại học y học cổ truyền đầu tiên ở Việt Nam, thành lập năm 2005 theo Quyết định số 30/2005/QĐ-TTg ngày 2-02-2005 của Thủ tướng Chính phủ Việt Nam, trên cơ sở trường Y học cổ truyền Tuệ Tĩnh thành lập vào năm 1969

## Cơ cấu tổ chức[1]
Học viện Y Dược học Cổ truyền Việt Nam là cơ sở lớn nhất của Việt Nam đào tạo thầy thuốc y học cổ truyền.

### Khoa trực thuộc (04)

#### Khoa Y học lâm sàng (21)
1. Bộ môn Lý luận Y học cổ truyền;
2. Bộ môn Phương tễ;
3. Bộ môn Khí công - Dưỡng sinh - Xoa bóp bấm huyệt;
4. Bộ môn Châm cứu;
5. Bộ môn Nội - Hồi sức cấp cứu;
6. Bộ môn Nội YHCT;
7. Bộ môn Ngoại;
8. Bộ môn Ngoại YHCT;
9. Bộ môn Nhi;
10. Bộ môn Nhi YHCT;
11. Bộ môn Sản;
12. Bộ môn Sản YHCT;
13. Bộ môn Da liễu - Dị ứng;
14. Bộ môn Truyền nhiễm - Lao;
15. Bộ môn Tai mũi họng - Răng hàm mặt - Mắt;
16. Bộ môn Phục hồi chức năng;
17. Bộ môn Điều dưỡng, dinh dưỡng và vệ sinh an toàn thực phẩm;
18. Bộ môn Ung bướu;
19. Bộ môn Lão khoa;
20. Bộ môn Chẩn đoán hình ảnh;
21. Bộ môn Y tế công cộng.

#### Khoa Dược (08)
1. Bộ môn Thực vật - Dược liệu;
2. Bộ môn Dược cổ truyền;
3. Bộ môn Hóa dược;
4. Bộ môn Dược lý;
5. Bộ môn Dược lâm sàng;
6. Bộ môn Bào chế - Công nghiệp dược;
7. Bộ môn Kiểm nghiệm thuốc và độc chất;
8. Bộ môn Quản lý và Kinh tế Dược.

#### Khoa Khoa học Y sinh (07)
1. Bộ môn Giải phẫu;
2. Bộ môn Mô học - Phôi thai học;
3. Bộ môn Hóa sinh;
4. Bộ môn Giải phẫu bệnh - Pháp y;
5. Bộ môn Sinh lý;
6. Bộ môn Sinh lý bệnh - Miễn dịch;
7. Bộ môn Vi sinh - Ký sinh trùng.

#### Khoa Khoa học cơ bản (07)
1. Bộ môn Lý luận chính trị;
2. Bộ môn Ngoại ngữ;
3. Bộ môn Toán - Tin học;
4. Bộ môn Y vật lý;
5. Bộ môn Hóa học;
6. Bộ môn Sinh học và Di truyền;
7. Bộ môn Giáo dục thể chất và Giáo dục quốc phòng.

### Phòng chức năng (09)
1. Phòng Tổ chức cán bộ;
2. Phòng Hành chính - Tổng hợp;
3. Phòng Đào tạo đại học;
4. Phòng Đào tạo Sau đại học;
5. Phòng Quản lý chất lượng;
6. Phòng Công tác chính trị và quản lý sinh viên;
7. Phòng Khoa học công nghệ và Hợp tác quốc tế;
8. Phòng Tài chính kế toán;
9. Phòng Vật tư, trang thiết bị và công trình y tế.

### Đơn vị chức năng trực thuộc
1. Bệnh viện Tuệ Tĩnh;
2. Viện Nghiên cứu Y - Dược cổ truyền Tuệ Tĩnh;
3. Trung tâm Thư viện - Thông tin;
4. Trung tâm Công nghệ thông tin;
5. Trung tâm Thực hành tiền lâm sàng;
6. Trung tâm Đổi mới và Đào tạo theo nhu cầu xã hội.

### Lãnh đạo Học viện
- Bí thư Đảng ủy, Chủ tịch Hội đồng trường: PGS.TS Phạm Quốc Bình
- Phó bí thư Đảng ủy, Giám đốc Học viện: PGS.TS Nguyễn Quốc Huy
- Các Phó Giám đốc:

1. PGS.TS Đoàn Quang Huy
2. PGS.TS. BSCC Lê Mạnh Cường
3. TS. Trần Đức Hữu

### Giám đốc qua các nhiệm kỳ
- GS.TS. Lê Ngọc Trọng (2/2005 - 6/2007) - nguyên Thứ trưởng Bộ Y tế (Việt Nam)
- GS.TS. Trương Việt Bình (6/2007 - 11/2015) - Phó Chủ tịch Hiệp hội Đào tạo Trung y Thế giới[2]
- PGS. TS Đậu Xuân Cảnh (11/2015 - 12/2020)
- PGS. TS Nguyễn Quốc Huy ( 12/2020 - nay)

## Đào tạo[3]
Học viện đang đào tạo Bác sĩ Y khoa, dược sĩ đại học, bác sĩ y học cổ truyền, bác sĩ chuyên khoa I, bác sĩ chuyên khoa II, thạc sĩ, bác sĩ nội trú, tiến sĩ y học cổ truyền, thạc sĩ dược học cổ truyền.

## Hợp tác quốc tế
Hiện Học viện đã tuyển sinh nhiều khóa liên kết đào tạo bác sĩ y học cổ truyền với Đại học Trung Y Dược Thiên Tân (Trung Quốc); liên kết đào tạo nghiên cứu khoa học và điều trị với nhiều nước như: Trung Quốc, Ukraina, Ấn Độ, Đài Loan, Hàn Quốc, Pháp, Tây Ban Nha, Cộng hòa Czech và Cộng hòa Liên bang Đức.

## Đội ngũ cán bộ
Hiện Học viện có hơn 600 giảng viên, cán bộ, viên chức; trong đó có 11 giáo sư, phó giáo sư; 26 tiến sĩ/bác sĩ chuyên khoa II, 149 thạc sĩ/bác sĩ chuyên khoa I